# Diaphanogryllacris tibialis
Diaphanogryllacris tibialis is een rechtvleugelig insect uit de familie Gryllacrididae. De wetenschappelijke naam van deze soort is voor het eerst geldig gepubliceerd in 1838 door Serville.